# Port Island (Hongkong)
Port Island bzw. Chek Chau (chinesisch 赤洲, Pinyin Chì Zhōu, Jyutping Cek3 Zau1, kantonesisch Chek Chau – „rote (Fluß)Insel; rötliche Insel“) ist eine unbewohnte Insel im äußersten Nordosten von Hongkong. Sie liegt östlich des North Channels im Südchinesischen Meer und etwa 12 km von Festlandchina entfernt. Sie gehört administrativ zum Tai Po District.

## Geologie
Die Insel, deren chinesischer Name übersetzt rote Insel lautet, hat ihren Namen wegen stark eisenhaltiger Sedimente (Danxia-Landschaften), die dort weit verbreitet sind, insbesondere im Ostteil. Außerdem gibt es im Westen der Insel etwa 140 Mio. Jahre alte Formationen aus Vulkangestein. Port Island liegt im Plover Cove (Extension) Country Park und ist Teil des Hong Kong UNESCO Global Geoparks. Auf der Insel befinden sich drei Höhlen, darunter die größte (englisch Chek Chau Cave – 赤洲洞,  Chìzhōudòng, Jyutping Cek3zau1dung6 – „Rot-Insel-Höhle“) mit einer Breite von 8 Metern, einer Höhe von 10 Metern und einer Tiefe von 20 Metern, sowie ein Wasserfall. Die gesamte Insel ist seit dem 16. Februar 1979 als Site of Special Scientific Interest geschützt.

## Kultur und Sehenswürdigkeiten
Da die Insel unbewohnt ist, gibt es hier keine Infrastruktur wie befestigte Wege, Bootsanleger, Gebäude etc. Die Insel kann nur mit einem privat gemieteten Boot erreicht werden.

### Tauchen
Tauchen ist eine beliebte Freizeitaktivität in Port Island. Hier können unter anderem Korallen wie Faviidae, Platygyra und Favia bzw. Favites gefunden werden.

### Fossilfunde
Am 23. Oktober 2024 wurde bekannt, dass Wissenschaftler der Chinesischen Universität für Geowissenschaften aus Peking Dinosaurier-Fossilien auf Port Island gefunden haben. Diese vom Institut für Wirbeltierpaläontologie und Paläoanthropologie der Chinesischen Akademie der Wissenschaften untersuchten Versteinerungen aus der Kreidezeit sind 54 cm lang, 34 cm breit und 19 cm dick. Sie enthalten Fragmente eines großen und eines kleineren Knochens, sodass die Forscher von einem großen Dinosaurier, etwa einem Sauropoden, ausgehen. Dabei handelt es sich um die ersten Funde dieser Art in Hongkong. Als Folge wurde ein Betretungsverbot für die Insel erlassen. Die Fossilien wurden ab dem 25. Oktober 2024 im Hong Kong Heritage Discovery Centre im Kowloon Park öffentlich ausgestellt.